# Royaume bagratide d'Arménie
885–1079
(161 ans)
Entités précédentes :
- émirat d'Arménie

Entités suivantes :
- Empire Byzantin
- Royaume arménien de Cilicie

Le royaume bagratide d’Arménie est un État arménien indépendant établi par Achot Ier d'Arménie de la dynastie Bagratide au début des années 880, avec l'accord des califes de Bagdad et après près de deux siècles de domination omeyyade et abbasside. Il connaît alors une période prospère.

## AchotIer
Le conflit entre ces deux califats et l'Empire byzantin permet aux Arméniens de s'émanciper de leur tutelle.
En 862, le califat abbasside en difficulté, soucieux d'acquérir un allié, reconnaît à Ashot le titre de « prince des princes ».
En 886, Byzance reconnaît la légitimité d'Achot sur l'Arménie.
Achot meurt en 890.

## SmbatIer
Après deux ans d'interrègne marqués par la lutte pour le pouvoir, Smbat parvient au trône en 892 et met à profit l'alliance que son père avait conclu avec Constantinople pour reprendre aux Arabes la ville de Dvin. Cependant, l'émir Muhammad Ibn Abi'l-Saj reprend ensuite cette ville ainsi que la femme de Smbat en otage. Celle-ci est par la suite libérée en échange du fils de Smbat.
À la mort de Muhammad Ibn Abi'l-Saj, son fils Yusuf Ibn Abi’l-Saj continue la guerre contre l'Arménie. Ses offensives sont si violentes que Smbat se constitue lui-même prisonnier afin de mettre fin aux attaques. Yusuf le torture puis expose son corps décapité sur une croix.

## Achot II
Consterné par la mort de Smbat, Gagik I, un prince arménien allié à Yousouf, se retourna contre l'émir. Ashot II profita de la guerre en cours pour se proclamer roi d'Arménie. C'est le moment que choisirent les Byzantins, alliés traditionnels de l'Arménie pour intervenir.
En 919, Yusuf est finalement destitué par le calife en faveur de Subuk qui reconnaît l'Arménie.
En 923, Yusuf est remis en place et multiplie les attaques à l'encontre de l'Arménie sans succès.
En 929, Yusuf meurt, laissant l'Azerbaïdjan dans le chaos. La même année, Ashot II meurt à son tour, transmettant l'Arménie à son fils Abas Ier.

## AbasIer
Le règne d'Abas Ier est caractérisé par une certaine stabilité et une prospérité. Il dure de 929 à 953.

## Âge d'or de l’Arménie (961-1017)
Achot III est sacré en 961. Son règne et celui de ses successeurs fut qualifié d'âge d'or de l'Arménie.

## Déclin
Après la mort de Gagik Ier, les Byzantins s'emparent petit à petit des territoires arméniens jusqu'en 1045, date à laquelle Ani, la capitale, est conquise, ce qui marque la fin du royaume bagratide d'Arménie. En 1080, les Byzantins s'emparent totalement de la Petite-Arménie à la suite de conflits répétés entre les féodaux locaux et les Seldjoukides. Un État indépendant, l'État de Petite-Arménie est fondé au XIe siècle par un descendant des Bagratides, Roupen, en Cilicie où se sont réfugiés de nombreux Arméniens; il est par la suite érigé en royaume vassal du Saint-Siège après avoir lutté aux côtés des croisés contre les musulmans.